# Direito socialista

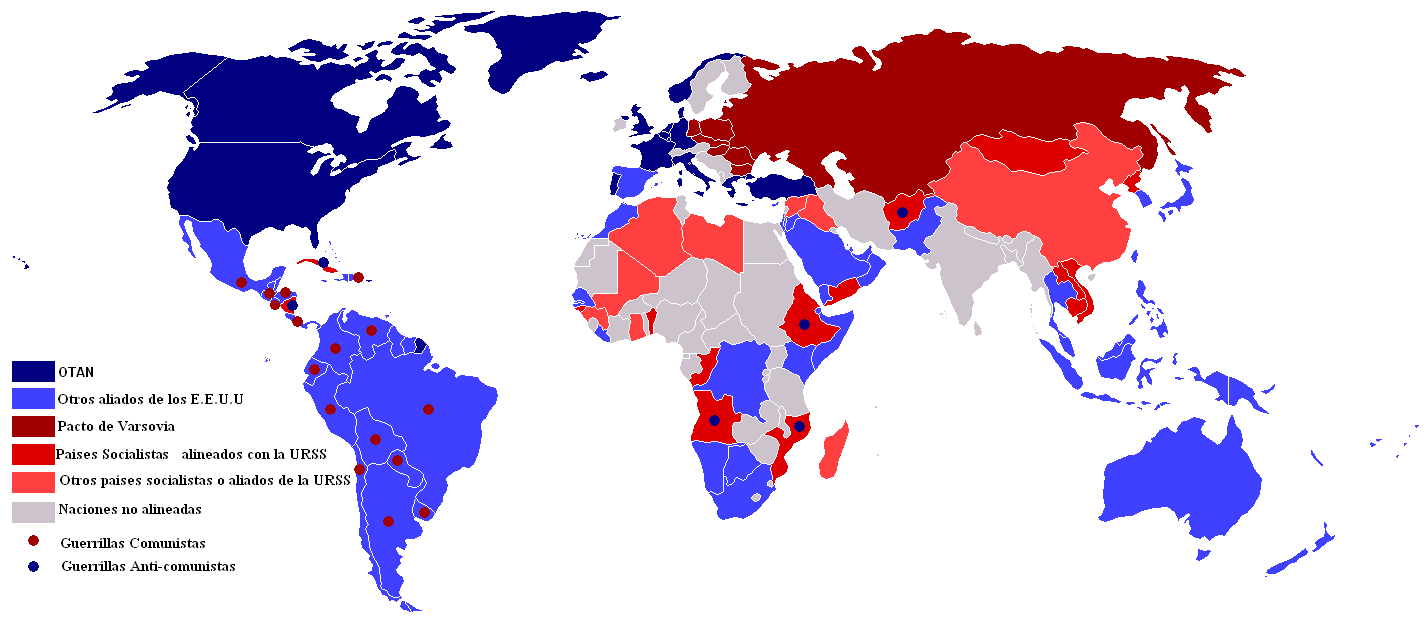
Bloco Socialista, de vermelho, durante a Guerra Fria

Direito socialista é um tipo de sistema jurídico que foi utilizado nos Estados socialistas. Ele foi baseado no sistema jurídico Sistema romano-germânico, entretanto sofreu algumas modificações  vindas do Marxismo e do Leninismo. Existem algumas controvérsias se o direito socialista constituiu um sistema jurídico separado dos demais ou não. Caso se considere esse sistema como único, antes do término da Guerra Fria, o direito socialista estaria entre os principais sistemas jurídicos do mundo.
A família do direito romano-germânico trata da propriedade privada, como adquiri-la, transferi-la ou perdê-la. Já no sistema socialista, as propriedades são em sua grande maioria de posse do Estado.

## Contexto Histórico da Rússia
O direito socialista teve sua origem na Rússia, em 1917, devido aos avanços das ideias de Karl Marx e Lenin. Com o advento da Revolução Russa, um novo tipo de sociedade é criada, a sociedade comunista. Essa sociedade foge da tradição Romano-Germânica pois, no comunismo, em tese, não existiria Estado nem Direito. Para os socialistas, o direito é o reflexo de uma estrutura econômica opressora e desigual. O direito socialista é influenciado pela noção de um Estado social. Diferentemente do Estado Capitalista, esse Estado de bem-estar social interfere de maneira demasiada na sociedade, inclusive na economia, visando, através de serviços públicos, promover o bem-comum. Com a queda do Muro de Berlim, e o fim da Cortina de Ferro, no final do século XX, o âmbito territorial dessa família de direitos reduziu drasticamente. Essa redução pode ser agravada já que alguns estudiosos não consideram o direito chinês como parte da família socialista.

## Transformação

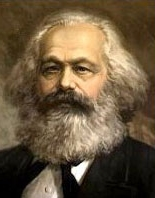
Karl Marx

Como foi dito anteriormente, o direito, na concepção de Marx é um fenômenos de classe, e esse direito burguês deve ser substituído por um direito que emane dos proletários. Segundo Marx, essa transformação aconteceria de maneira lenta e gradual, o direito burguês iria perecer com o passar do tempo. Assim que essa sociedade comunista fosse instalada, não seria necessário a presença do Direito. Primeiramente, os proletários destruiriam as classes sociais, e consequentemente os antagonismos entre elas. Segundo Marx: “A história da sociedade até aos nossos dias é a história da luta de classes”. Os meios de produção passarão a ser de toda a sociedade, uma vez que a classe burguesa for extinta. Com o fim da burguesia, a resistência contra essa nova ordem social que surgiu desaparecerá. E, como o papel do Direito é assegurar que as normas sejam cumpridas através da sanção, ele não seria mais essencial.  Mesmo assim, é possível que ainda exista um direito, já que a antiga classe detentora dos meios de produção, pode não ter sido totalmente "liberta de sua ideologia". Logo, nesse fase, é preciso que exista um mínimo de direito, para evitar que ocorra um renascimento da ideologia capitalista.
Quando as classes sociais forem realmente extintas, não haverá nenhum tipo de dominação por uma parcela da população. A sociedade estará unificada e o Direito se transformará em simples regras sociais. Um exemplo de regra social seria a de distribuição de produtos de modo proporcional ao seu trabalho, e visando evitar novas desigualdades, como Marx disse: “De cada um, de acordo com suas habilidades,a cada um, de acordo com suas necessidades”. Karl Marx ainda completa seu pensamento mencionando que em uma sociedade comunista plenamente desenvolvida, até mesmo essas normas de distribuição serão desnecessárias. Com o passar do tempo, as demais normas se tornarão obsoletas e portanto desaparecerão. Com o fim das classes sociais, a sociedade tende a se converter em uma sociedade igualitária, na qual as ideias são aceitas por todos os membros, o que culmina como fim do direito nas sociedades comunistas.

## Principais Características
O direito socialista é semelhante ao Sistema romano-germânico e ao Sistema da Common Law , mas com uma prevalência do direito público em relação ao direito privado. Suas principais características são:
- Expulsão parcial ou total das antigas classes dominantes da vida pública em estágios iniciais de existência de cada Estado socialista, para que se chegasse a um patamar onde não existem classes sociais.
- Contrário à existência de ideologias políticas diferentes.
- Partido Comunista permanecerá no poder.
- Abolição da propriedade privada. Esta é considerada a principal característica do socialismo.
- Coletivização dos meios de produção.
- Respeito pela propriedade intelectual
- Muitas garantias sociais por parte do governo ( direitos de trabalho, educação e saúde gratuitas, aposentadoria aos 60 anos para os homens e 55 para as mulheres, licença maternidade, benefícios devidos à invalidez...)

## Direito Socialista Soviético

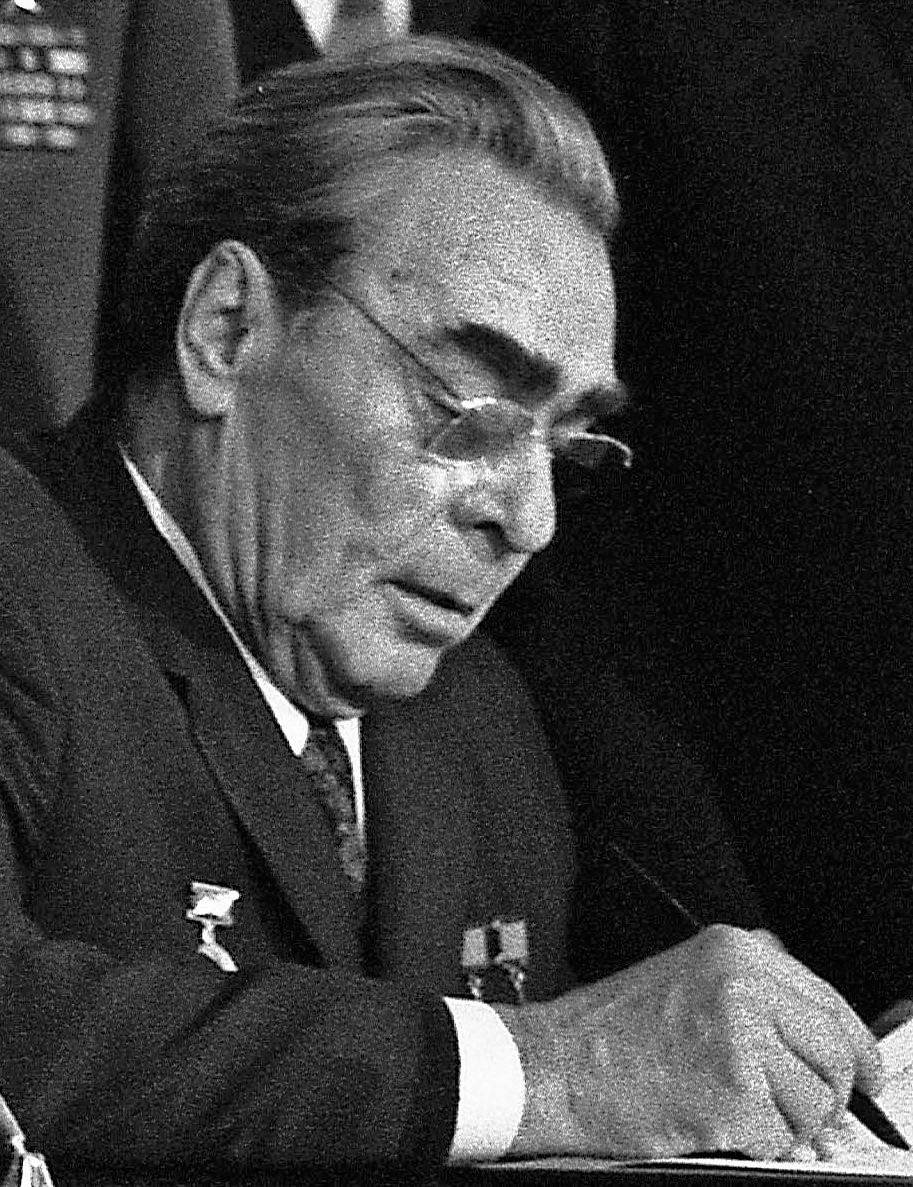
Leonid Brejnev

O sistema jurídico soviético possui muitas características que são derivadas do caráter socialista do Estado Soviético, refletindo os ideais do marxismo e do leninismo. Lenin aceitou a concepção marxista de que o Estado e as próprias leis são um instrumento de coerção da burguesia que reprime os operários. Segundo Henri Lévy-Bruhl para Marx “O direito não existe sem o Estado, nem o Estado sem o direito, e o Estado nada mais é que instrumento de dominação de uma classe burguesa sobre o proletariado”. Devido a isso, Lenin criou tribunais populares para administrar essa justiça revolucionária. Um dos principais teóricos do direito socialista da União Soviética foi Pēteris Stučka.
Paralelamente a essa tendência utópica surgiu também uma outra ideia. Essa concepção, mais crítica que a anterior, parte do conceito de "justiça proletária", e teve no jurista russo Evgeni Pachukanis o seu principal expoente. Essa tendência defendia o uso do aparato coercitivo do Estado para suprimir qualquer tipo de oposição ao regime. Essa linha de pensamento alcançou seu apogeu no governo de Stalin. Este líder russo, reprimia a população com terror, visando controlar os trabalhadores e exigia o cumprimento de metas, para assim, aumentar a produção no campo e na indústria. Em seu governo, Josef Stalin também coletivizou o campo,  por meio da criação de fazendas comunais e propriedades estatais. Outras medidas tomadas por esse governo foi controlar a educação e incentivar uma "revolução cultural", objetivando o combate à burguesia.
Com a morte de Stalin em 1953, Nikita Khrushchov assume o poder da União Soviética e estabelece novas diretrizes para o governo. Khrushchev descentralizou o poder do Partido Comunista da União Soviética, dando mais liberdade para os Estados Satélites. Além disso, ele também deu destaque para a necessidade de proteger os direitos processuais e legais dos cidadãos, ao mesmo tempo que exigia a obediência dos cidadãos perante o Estado. Novos Códigos legais foram introduzidos em 1960, e faziam parte de um grupo de esforços para estabelecer normas jurídicas no direito vigente. Embora essas leis tenham sido implementadas, dando uma maior juridicidade ao Direito Socialista, ainda havia uma grande predisposição à influência de ideias ditatoriais e utópicas no processo jurídico. Mesmo assim, as perseguições a políticos e religiosos contrários ao regime continuaram.
Khrushchov renunciou do seu cargo, e quem assumiu foi Leonid Brejnev. Durante a Era Brejnev (1964-1985), o regime se endureceu, e qualquer forma de ameaça à construção do comunismo foi combatida. Brejnev também foi o responsável pelo criação da Constituição Soviética de 1977. Essa Constituição defendia a Ditadura do Proletariado, e dava poderes absolutos aos trabalhadores. Ela só foi substituída após o fim da URSS pela Constituição Russa de 1993.
Por volta de 1986, Mikhail Gorbachev realçou novamente a importância dos direitos individuais em relação ao Estado, criticando aqueles que violassem o direito processual ao implementar o ideário de uma "justiça soviética". Esse passo assinalou o ressurgimento da legalidade com características burguesas, ou seja, individualismo privatista na Rússia. É importante notar que, mesmo dessa maneira, o direito socialista se diferenciava de algumas características da legislação ocidental.

## Direito Socialista Chinês
Entre os governos de esquerdas do mundo, tem-se o da República Popular da China. Nela, várias mudanças foram adicionadas em seu ordenamento jurídico. Em geral, essas mudanças ocorreram devido à crescente abertura econômica desses países, entendendo-se como abertura econômica aquela que permite a entrada de empresas estrangeiras, desde que o contrato com o Estado seja rigorosamente cumprido. Nesses contratos, não se permitem exploração da mão de obra. Vários elementos do direito chinês podem ser identificados, principalmente no que diz respeito à distribuição de terras.
Por exemplo, o Estado é dono de todas as terras, mas não dos meios de produção, nem das demais estruturas presentes no terreno. Muitas pessoas cometem um equívoco ao achar que as reformas de Deng Xiaoping resultaram na privatização das terras agrícolas e na criação de um sistema de posse de terra semelhantes aos encontrados nos países ocidentais capitalistas. Na verdade, o que ocorreu foi a criação de um comitê que tem a posse das terras, e por meio de contratos as distribui às famílias agricultoras, que podem utilizar essa terra para ganhar seu próprio dinheiro. Isso gera várias consequências. Uma delas é que o(a) trabalhador(a) rural não possui um direito absoluto sobre a terra, já que ela não é dele, logo, transferências não são permitidas. Por outro lado, há um seguro, uma espécie de garantia caso o(a) agricultor(a) queira deixar a agricultura para realizar uma nova atividade econômica. Caso essa nova atividade não obtenha resultados satisfatórios, o(a) trabalhador(a) pode retornar para a agricultura, renovando o seu contrato. Como as terras são distribuídas por esse comitê, quase ninguém é deixado sem terra, o que contribuí para aumentar a qualidade de vida dos chineses.
Estão sendo discutidas várias propostas para reformar esse sistema de terras, visando privatizar a propriedade rural, para assim, aumentar sua eficiência. Essas propostas não receberam apoio significativo, já que o sistema atual é muito popular entre os trabalhadores do campo considerando sua evolução e ótimos resultados. Esse comitê de terras, tenta sempre  propor um contrato que traga o maior número de benefícios à família agricultora, pois dessa maneira, a quantidade de dinheiro recebida em troca é maior. 